# Libanonia
Libanonia là một chi bướm đêm thuộc họ Geometridae.